# Districte Federal del Nord-oest
El Districte Federal del Nord-oest, o Districte Federal Nord-occidental (en rus Северо-Западный федеральный округ, Sèvero-Zàpadni federalni ókrug), és un dels nou districtes federals de Rússia.
Geogràficament, com el seu nom indica, ocupa la part nord-occidental de la Federació Russa i s'estén pel nord de la Rússia europea. Amb una superfície d'1.677.900 km², segons el cens del 2002 tenia 13.974.466 habitants. La seu administrativa és a la ciutat de Sant Petersburg.
Es va establir el 18 de maig del 2000. El Delegat Presidencial del districte federal és Vladímir Bulavin.

## Subjectes federals
El Districte Federal del Nord-oest comprèn 11 subjectes federals:
1. Óblast d'Arkhànguelsk
2. Óblast de Vólogda
3. Óblast de Kaliningrad
4. República de Carèlia
5. República de Komi
6. Óblast de Leningrad
7. Óblast de Múrmansk

Subjectes federals del Districte Federal del Nord-oest

8. Districte Autònom de Nenètsia
9. Óblast de Nóvgorod
10. Óblast de Pskov
11. Sant Petersburg (ciutat federal)